# 고결한 그대
《고결한 그대》는 대한민국의 웹드라마이다. 2019년 6월 12일부터 라이프타임에서 방영되었다.

## 줄거리
《고결한 그대》는 로열패밀리 황태자 이강훈(성훈분)과 청순 매력녀 동물병원 수의사 차윤서(김재경분)의 밀당 로맨스를 그린 드라마이다.

## 등장 인물

### 주요 인물
- 성훈[1] : 이강훈 역
- 김재경 : 차윤서 역

### 그 외 인물
- 박은석 : 우상현 역
- 김동석 : 이강준 역
- 이빛나 : 최라미 역
- 박신운 : 강실장 역
- 서영 : 문유라 역
- 이승연 : 허진경 역